# 5251 Bradwood
Az 5251 Bradwood (ideiglenes jelöléssel 1985 KA) egy marsközeli kisbolygó. Gilmore, A. C., Kilmartin, P. M. fedezte fel 1985. május 18-án.
A kisbolygót Frank Bradshaw Woodról (1915-1997), a University of Pennsylvania volt professzoráról nevezték el, aki a fotoelektromos fotometriában és a nagyon szoros binary rendszerek vizsgálatában ért el kimagasló eredményeket.